# Bdelyrus leptomerus
Bdelyrus leptomerus là một loài bọ cánh cứng trong họ Bọ hung (Scarabaeidae).